# Emmanuelle Vaugier
Emmanuelle Frederique Vaugier (Vancouver, 23 giugno 1976) è un'attrice, cantante e modella canadese.

## Biografia
Nata a Vancouver, nella Columbia Britannica, il 23 giugno del 1976, da genitori immigrati dalla Francia, ha interpretato il ruolo della detective Jessica Angell in CSI: NY, di Mia in Due uomini e mezzo, della dottoressa Helen Luthor Bryce in Smallville, di Nikki in One Tree Hill e di Ally Leeds in Una Tata Per Natale.
In Saw II - La soluzione dell'enigma, ha sostenuto il ruolo di Addison Corday, una prostituta rinchiusa nella casa con altre persone, in conflitto fra loro, alla ricerca dell'antidoto. Appare nel quarto film della serie Saw IV, sempre nelle vesti di Addison Corday, per pochi secondi, in cui parla con JigSaw durante un flashback.
Emmanuelle Vaugier ha partecipato alla realizzazione del videogioco Need for Speed: Carbon, rivestendo i panni di Nikki, la fidanzata dell'antagonista del gioco per cui il protagonista prova interesse, che riveste un ruolo importante nella trama.

## Filmografia

### Cinema
- L'urlo del male (The Fear: Resurrection), regia di Chris Angel (1999)
- Ripper - Lettera dall'inferno (Ripper), regia di John Eyres (2001)
- 40 giorni & 40 notti (40 Days and 40 Nights), regia di Michael Lehmann (2002)
- Saw II - La soluzione dell'enigma (Saw II), regia di Darren Lynn Bousman (2005)
- Cacciatori di zombi (House of the Dead 2), regia di Michael Hurst (2005)
- Saw IV, regia di Darren Lynn Bousman (2007)
- Bachelor Party 2 - L'ultima tentazione (Bachelor Party 2: The Last Temptation), regia di James Ryan (2008)
- Far Cry, regia di Uwe Boll (2008)
- Dolan's Cadillac, regia di Jeff Beesley (2009)
- Il Natale di Carol (It’s Christmas, Carol), regia di  Michael Scott (2012)
- Absolute Deception, regia di Brian Trenchard-Smith (2013)
- The Wedding Chapel - La chiesa del cuore (The Wedding Chapel), regia di Vanessa Parise (2013)
- Saul - Il viaggio verso Damasco (Saul: The Journey to Damascus), regia di Mario Azzopardi (2014)
- Teen Lust, regia di Blaine Thurier (2014)
- Inganno mortale (Washed Away), regia di jeff Beesley (2017)

### Televisione
- Dietro il silenzio di mio figlio (A Family Divided), regia di Donald Wrye – film TV (1995)
- Highlander – serie TV, un episodio (1995)
- Madison – serie TV, 9 episodi (1996)
- Quando il passato ritorna (Home Song), regia di Nancy Malone (1996)
- Scuola di polizia (Police Academy: The Series) – serie TV, un episodio (1997)
- Smallville – serie TV, 9 episodi (2002-2003)
- Veronica Mars – serie TV, episodio 1x10 (2004)
- One Tree Hill – serie TV, 10 episodi (2004-2005)
- Andromeda – serie TV, 2 episodi (2005)
- Need for Speed: Carbon (2006) – Videogioco
- CSI: NY – serie TV, 25 episodi (2006-2009)
- Due uomini e mezzo (Two and a Half Men) – serie TV, 12 episodi (2005-2010)
- Cacciatori di zombi (House of the Dead 2), regia di Michael Hurst  – film TV (2005)
- Detective Monk (Monk) – serie TV, episodio 4x16 (2006)
- Supernatural – serie TV, episodio 2x17 (2007)
- I ricordi di Eve (Reverse Angle), regia di Philippe Gagnon (2009) – film TV
- Lost Girl – serie TV, 18 episodi (2010–2015)
- Sul filo del pericolo (A Trace of Danger), regia di Terry Ingram – film TV (2010)
- Streghe (Charmed) – serie TV, un episodio (2002)
- Human Target – serie TV, 2 episodi (2010)
- Una tata per Natale (A Nanny for Christmas), regia di Michael Feifer – film TV (2010)
- Hawaii Five-0 – serie TV, episodio 1x09 (2010)
- Covert Affairs – serie TV (2010-2011)
- Chi vuole mia figlia? (Stolen Child), regia di Michael Feifer – film TV (2012)
- Non puoi nasconderti per sempre (Hidden Away), regia di Peter Sullivan – film TV (2013)
- Il segreto di Clara (Clara's Deadly Secret), regia di Andrew C. Erin – film TV (2013)
- Love in Paradise, regia di Sean McNamara – film TV (2016)
- Tradita - Betrayed (His Double Life), regia di Peter Sullivan – film TV (2016)
- Pagine per un omicidio (Killer Ending), regia di Christie Will Wolf – film TV (2018)
- Magnum P.I. – serie TV, episodio 1x14 (2019)
- Uno stalker dal passato (My Mother's Stalker), regia di David DeCoteau – film TV (2019)
- MacGyver – serie TV, episodio 4x02 (2020)
- Quel bambino non sarà mai tuo (Expectant), regia di Damian Romay – film TV (2020)
- Supergirl – serie TV, episodio 6x11 (2021)
- Lo stagista pericoloso (Psycho Intern), regia di Ann Forry – film TV (2021)
- Big Sky River, regia di Peter Benson – film TV (2022)
- Big Sky River: The Bridal Path, regia di Peter Benson – film TV (2023)

## Doppiatrici italiane
Nelle versioni in italiano dei suoi film, Emmanuelle Vaugier è stata doppiata da:
- Stella Musy in Smallville, Covert Affairs, I ricordi di Eve, Tradita - Betrayed
- Laura Lenghi in Supernatural, Sul filo del pericolo, Non puoi nasconderti per sempre
- Francesca Fiorentini in Streghe, Una tata per Natale, Chi vuole mia figlia?
- Rossella Acerbo in Saw II - La soluzione dell'enigma, Saw IV, Cacciatori di zombi
- Giuppy Izzo in Detective Monk, Inganno mortale, Magnum P.I.
- Sonia Mazza in Love in Paradise, Saul - Il viaggio verso Damasco
- Monica Bertolotti in Ripper - Lettera dall'Inferno
- Tatiana Dessi in 40 giorni & 40 notti
- Francesca Guadagno in One Tree Hill
- Irene Di Valmo in Due uomini e mezzo
- Cinzia De Carolis in Andromeda
- Alessandra Korompay in CSI: NY
- Barbara De Bortoli in Veronica Mars
- Laura Latini in Far Cry
- Renata Bertolas in Dolan's Cadillac
- Tiziana Avarista in Human Target
- Chiara Gioncardi in Absolute Deception
- Ilaria Latini in Il segreto di Clara
- Valentina Stredini in Supergirl
- Emilia Costa in Lo stagista pericoloso